# Cortodera coniferae
Cortodera coniferae là một loài bọ cánh cứng trong họ Cerambycidae.